# Hiroto Taniguchi
Hiroto Taniguchi (japanisch 谷口 栄斗 Taniguchi Hiroto; * 30. September 1999 in der Präfektur Kanagawa) ist ein japanischer Fußballspieler.

## Karriere
Hiroto Taniguchi erlernte das Fußballspielen in der Jugendmannschaft von Tokyo Verdy sowie in der Universitätsmannschaft der Kokushikan-Universität. Von Juni 2021 bis Saisonende wurde er von der Universität an seinen Jugendverein Tokyo Verdy ausgeliehen. Der Verein, der in der Präfektur Tokio beheimatet ist, spielte in der zweiten japanischen Liga. Hier kam er jedoch nicht zum Einsatz. Nach der Ausleihe wurde er am 1. Februar 2022 von Verdy fest unter Vertrag genommen. Sein Zweitligadebüt gab Hiroto Taniguchi am 27. Februar 2022 (2. Spieltag) im Heimspiel gegen den Tochigi SC. Hier stand er in der Startelf und wurde in der 81. Minute gegen Kōken Katō ausgewechselt. Verdy gewann das Spiel 3:0. Am Ende der Saison 2023 wurde er mit Verdy Tabellendritter. In den Aufstiegsspielen konnte man sich durchsetzen und stieg in die erste Liga auf.